# René-Marie Ehuzu
René-Marie Ehuzu CIM (ur. 12 kwietnia 1944 w Kotonu, zm. 17 października 2012 w San Giovanni Rotondo) – beniński duchowny katolicki, biskup Porto Novo w latach 2007–2012.

## Życiorys
Święcenia kapłańskie przyjął 30 września 1972. Przez kilka lat pracował jako nauczyciel i wikariusz w Ouidah, a następnie jako wykładowca seminarium w Parakou. W 1979 wstąpił do nowicjatu eudystów i w tymże zgromadzeniu złożył profesję wieczystą 10 lutego 1984. Po ślubach został wykładowcą seminarium w Ouidah, a kilka lat później objął urząd proboszcza katedry w Kotonu.
19 listopada 2002 papież Jan Paweł II mianował go biskupem Abomey, zaś 6 stycznia następnego roku osobiście udzielił mu w Watykanie sakry biskupiej.
3 stycznia 2007 Benedykt XVI mianował go biskupem Porto Novo. Ingres odbył się 4 lutego 2007.
Zmarł w Domu Ulgi w Cierpieniu w San Giovanni Rotondo 17 października 2012.